# Yves Duhayon
Yves Duhayon (2 oktober 1954) is een Belgische schaker met FIDE-rating 2201 in 2016.
In juli 2005 speelde hij mee in het toernooi om het kampioenschap van België dat in Aalst gespeeld werd en dat met 7 uit 9 gewonnen werd door Alexandre Dgebuadze. Duhayon eindigde met 3 punt op de zestiende plaats. 
In 2006 werd hij 7e in groep C van het Hypercube snelschaaktoernooi, georganiseerd door schaakvereniging Oud Zuylen.

## Externe koppelingen
- (en)   Informatie over schaakpartijen van Yves Duhayon op ChessGames.com
- (en)   Informatie over schaakpartijen van Yves Duhayon op 365chess.com
- (en)  FIDE-ratinggegevens voor Yves Duhayon